# Теттнанг
Теттнанг (нім. Tettnang) — місто в Німеччині, знаходиться в землі Баден-Вюртемберг. Підпорядковується адміністративному округу Тюбінген. Входить до складу району Бодензе.
Площа — 71,22 км2. Населення становить 19 589 ос. (станом на 31 грудня 2020).